# جوزيف بورنس
جوزيف بورنس (بالإنجليزية: Joseph Burns)‏ هو تاجر أسهم وسياسي بريطاني، ولد في 19 يوليو 1906. انتخب عضو برلمان أيرلندا الشمالية.